# Lars Gule

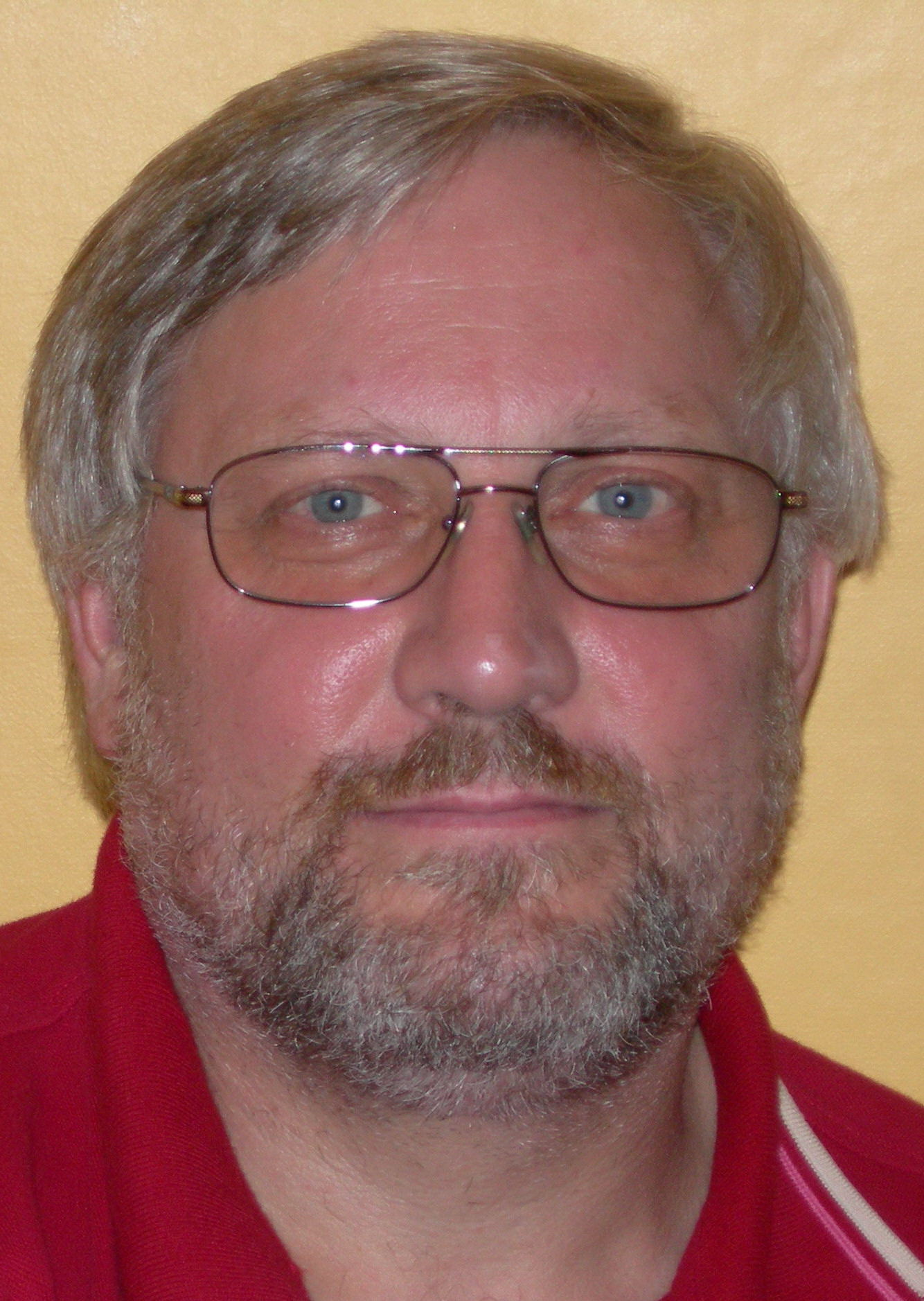
Lars Gule

Lars Gule, född den 24 juni 1955 i Oslo, är en norsk filosof, debattör och universitetslärare.
Gule blev rikskänd 1977 då han arresterades i Beirut med sprängämne (Semtex) i bagaget efter att ha anslutit sig till Demokratiska fronten för Palestinas befrielse (DFLP) och hade skickats för att utföra ett terrordåd i Israel. Från juli 2000 till december 2005 var han generalsekreterare i Human-Etisk Forbund. Han tog 2003 en doktorsexamen (dr.art) vid Universitetet i Bergen. Han har varit knuten till Universitetet i Bergen i flera perioder, bland annat vid Christian Michelsens institut 1989–1998, och är försteamanuens vid Oslo storstadsuniversitet.
Hans verksamhetsområden är politisk filosofi, Mellanösternfrågor, islam och mänskliga rättigheter.